# Gmünd in Kärnten
Gmünd in Kärnten ist eine Stadt mit 2554 Einwohnern (Stand 1. Jänner 2025) im Liesertal in Kärnten, Österreich, benannt nach der Mündung der Malta in die Lieser.

## Geographie
Gmünd in Kärnten liegt am Zusammenfluss von Malta und Lieser an einer wichtigen Nord-Süd-Verbindung über die Alpen, die heute von der Tauern Autobahn (A 10) überquert werden. Das Gebiet der heutigen Stadtgemeinde erstreckt sich im Westen entlang der Ausläufer der Hohen Tauern mit dem Nationalpark Hohe Tauern und im Osten entlang der Nockberge mit dem Biosphärenpark Salzburger Lungau und Kärntner Nockberge.

### Gemeindegliederung
Die Gemeinde gliedert sich in die drei Katastralgemeinden Gmünd, Kreuschlach und Landfraß und umfasst 15 Ortschaften (in Klammern die Einwohnerzahl Stand 1. Jänner 2025):
- Burgwiese (61)
- Gmünd (1272)
- Grünleiten (171)
- Karnerau (40)
- Landfraß (194)
- Moos (16)
- Moostratte (85)
- Oberbuch (25)
- Oberkreuschlach (65)
- Perau (96)
- Platz (21)
- Stubeck Sonnalm (17)
- Treffenboden (264)
- Unterbuch (162)
- Unterkreuschlach (65)

### Nachbargemeinden
|           | Rennweg am Katschberg                       |       |
| Malta     | Kompassrose, die auf Nachbargemeinden zeigt | Krems |
| Trebesing | Seeboden am Millstätter See                 |       |

## Geschichte
Von der durch das Tal der Drau führenden Römerstraße Via Julia Augusta zweigte bei Seeboden am Millstätter See eine Straße nach Iuvavum, dem heutigen Salzburg, ab und führte vermutlich über das heutige Gmünd in Kärnten nach Moosham (Immurium). Im Bereich von Gmünd wird daher eine Straßenstation angenommen, von der ein durch das Maltatal führender Säumerweg ins Großarltal nach Salzburg verlief. Der Name der Straßenstation ist nicht überliefert. Im Itinerarium Antonini (römisches Straßenverzeichnis) fehlen die Angaben für das Drau- und Liesertal; sie sind vermutlich nicht erhalten geblieben. Neue Überlegungen über den Verlauf der Via Julia Augusta sehen im heutigen Greifenburg / Radlach die Straßenstation „Bilachium“ und mit XXVIII m.p. (röm. Meilen) = 41,5 km bis Gmünd bzw. XXIII m.p. = 34 km von Gmünd nach Moosham (über die Laussnitzhöhe) eine Straßenstation, aus der sich das heutige Gmünd entwickelt haben könnte.
Gmünd entstand etwa im 11. oder 12. Jahrhundert nach Christus als Vorposten der Erzdiözese Salzburg zum Schutz des Katschbergsattels gegen das Kärntner Herzogtum (Siehe dazu: Geschichte Kärntens). Vermutlich durch Erzbischof Eberhard von Regensberg (reg. 1200–1246) gegründet, wurde Gmünd am 21. Dezember 1252 (lateinisch apud Gemvnde ‚zu Gmünd‘) erstmals urkundlich genannt. 1273 wurde der Ort als erzbischöflicher Markt und Herrensitz einer Grundherrschaft („forum et civitas“) erwähnt. 1346 erhielt Gmünd das Stadtrecht und ist nach Friesach die zweitälteste nachweisbare mittelalterliche Stadt in Kärnten.
Die Lodron’sche Grundherrschaft Gmünd in Kärnten und Sommeregg wurde nach dem Jahr 1691 für etwa 20 Jahre von Georg Franz Ebenhoch von Hocheneben, vormals Burggraf der Passauer Grundherrschaft Vichtenstein, als Pfleger verwaltet.
1773 wurde vom Landgericht Gmünd die unter Folter geständige Giftmörderin Eva Faschaunerin als letztes Opfer eines österreichischen Inquisitionsverfahrens hingerichtet.
Aufgrund der Entstehung des Ortes Gmünd aus einem Handelsplatz von Salzburg nach Norditalien ist die kleine mittelalterliche Altstadt in Gmünd in Kärnten sehenswert. Als Relikt dieser Zeit wird im Liesertal unter der einheimischen Bevölkerung noch heute eine Salzburger Mundart gesprochen, vor allem im höchstgelegenen Liesertal, dem Katschtal.
Ferdinand Porsche verlagerte die Produktionsstätte seiner Firma Porsche kurz vor Ende des Zweiten Weltkriegs im Mai 1945 in das vom Kriegsgeschehen wenig gefährdete Gmünd. Im Porsche-Werk Gmünd wurden bis 1950 die ersten Modelle des Porsche 356 und dessen Konstruktionsgrundlage, der 356 Nr. 1 Roadster gebaut. In Erinnerung an diese Zeit besteht seit 1982 in Gmünd in Kärnten ein Porsche-Automuseum.

## Bevölkerung
Zum Zeitpunkt der Volkszählung 2001 hatte Gmünd 2.605 Einwohner, davon waren 97,9 % österreichische Staatsbürger. 63,3 % der Bevölkerung waren Mitglieder der Römisch-Katholischen Kirche und 29,7 % Mitglieder der Evangelischen Kirche, zu 4,5 % war die Religionszugehörigkeit nicht bekannt.

### Bevölkerungsentwicklung
| Gmünd in Kärnten: Einwohnerzahlen von 1869 bis 2024 | Gmünd in Kärnten: Einwohnerzahlen von 1869 bis 2024 | Gmünd in Kärnten: Einwohnerzahlen von 1869 bis 2024 | Gmünd in Kärnten: Einwohnerzahlen von 1869 bis 2024 | Gmünd in Kärnten: Einwohnerzahlen von 1869 bis 2024 |
| --------------------------------------------------- | --------------------------------------------------- | --------------------------------------------------- | --------------------------------------------------- | --------------------------------------------------- |
| Jahr                                                |                                                     |                                                     |                                                     | Einwohner                                           |
| 1869                                                | 1869                                                |                                                     | 1.417                                               | 1.417                                               |
| 1880                                                | 1880                                                |                                                     | 1.582                                               | 1.582                                               |
| 1890                                                | 1890                                                |                                                     | 1.483                                               | 1.483                                               |
| 1900                                                | 1900                                                |                                                     | 1.456                                               | 1.456                                               |
| 1910                                                | 1910                                                |                                                     | 1.582                                               | 1.582                                               |
| 1923                                                | 1923                                                |                                                     | 1.551                                               | 1.551                                               |
| 1934                                                | 1934                                                |                                                     | 1.670                                               | 1.670                                               |
| 1939                                                | 1939                                                |                                                     | 1.813                                               | 1.813                                               |
| 1951                                                | 1951                                                |                                                     | 2.485                                               | 2.485                                               |
| 1961                                                | 1961                                                |                                                     | 2.487                                               | 2.487                                               |
| 1971                                                | 1971                                                |                                                     | 2.557                                               | 2.557                                               |
| 1981                                                | 1981                                                |                                                     | 2.601                                               | 2.601                                               |
| 1991                                                | 1991                                                |                                                     | 2.645                                               | 2.645                                               |
| 2001                                                | 2001                                                |                                                     | 2.605                                               | 2.605                                               |
| 2011                                                | 2011                                                |                                                     | 2.580                                               | 2.580                                               |
| 2021                                                | 2021                                                |                                                     | 2.531                                               | 2.531                                               |
| 2024                                                | 2024                                                |                                                     | 2.572                                               | 2.572                                               |
| Quelle(n): Statistik Austria, Gebietsstand 1.1.2021 |                                                     |                                                     |                                                     |                                                     |

## Kultur und Sehenswürdigkeiten
- Burg Gmünd
- Neues Schloss (Schloss Lodron)
- Stadtbefestigung Gmünd in Kärnten

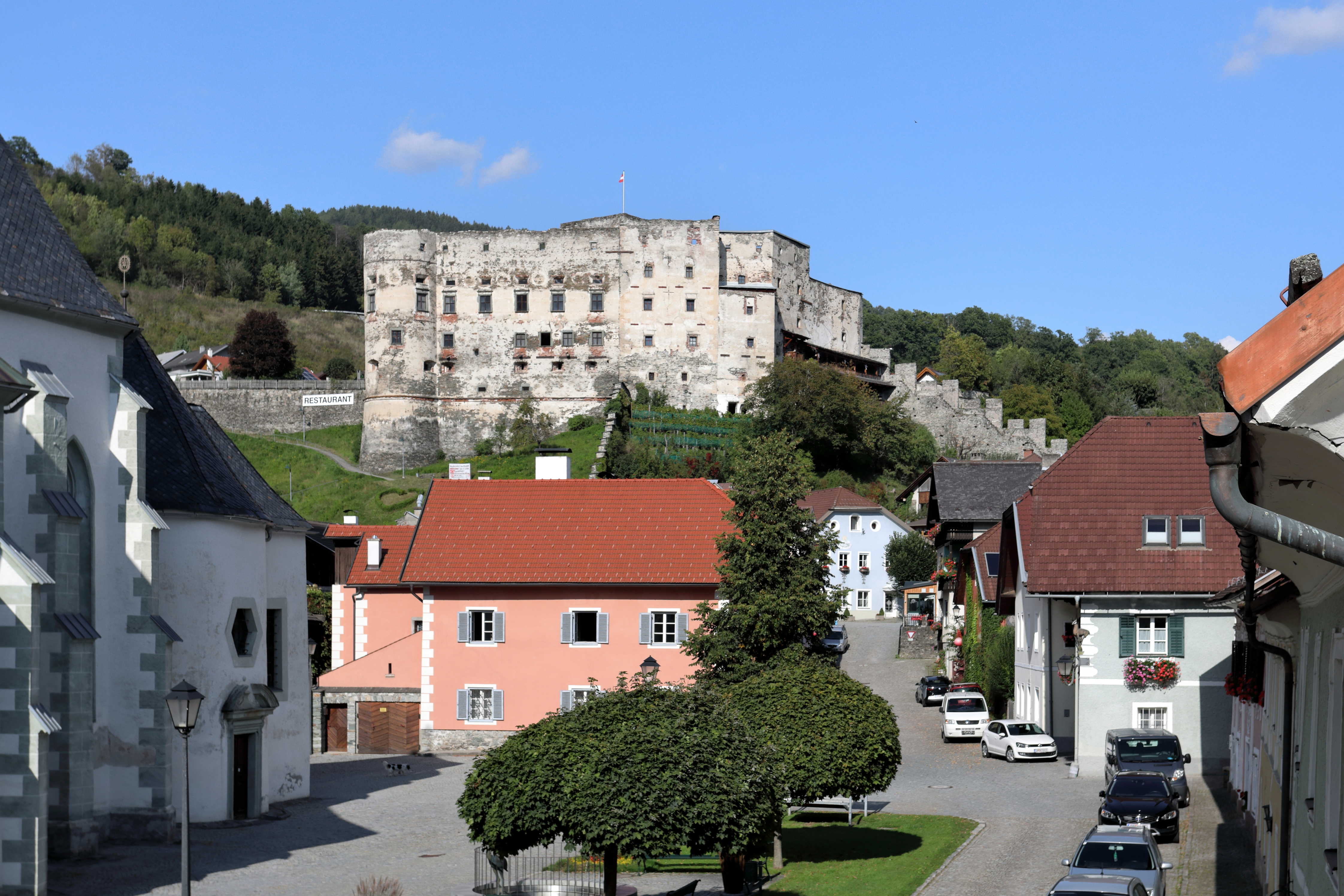
Südwestansicht der „Alten Burg“

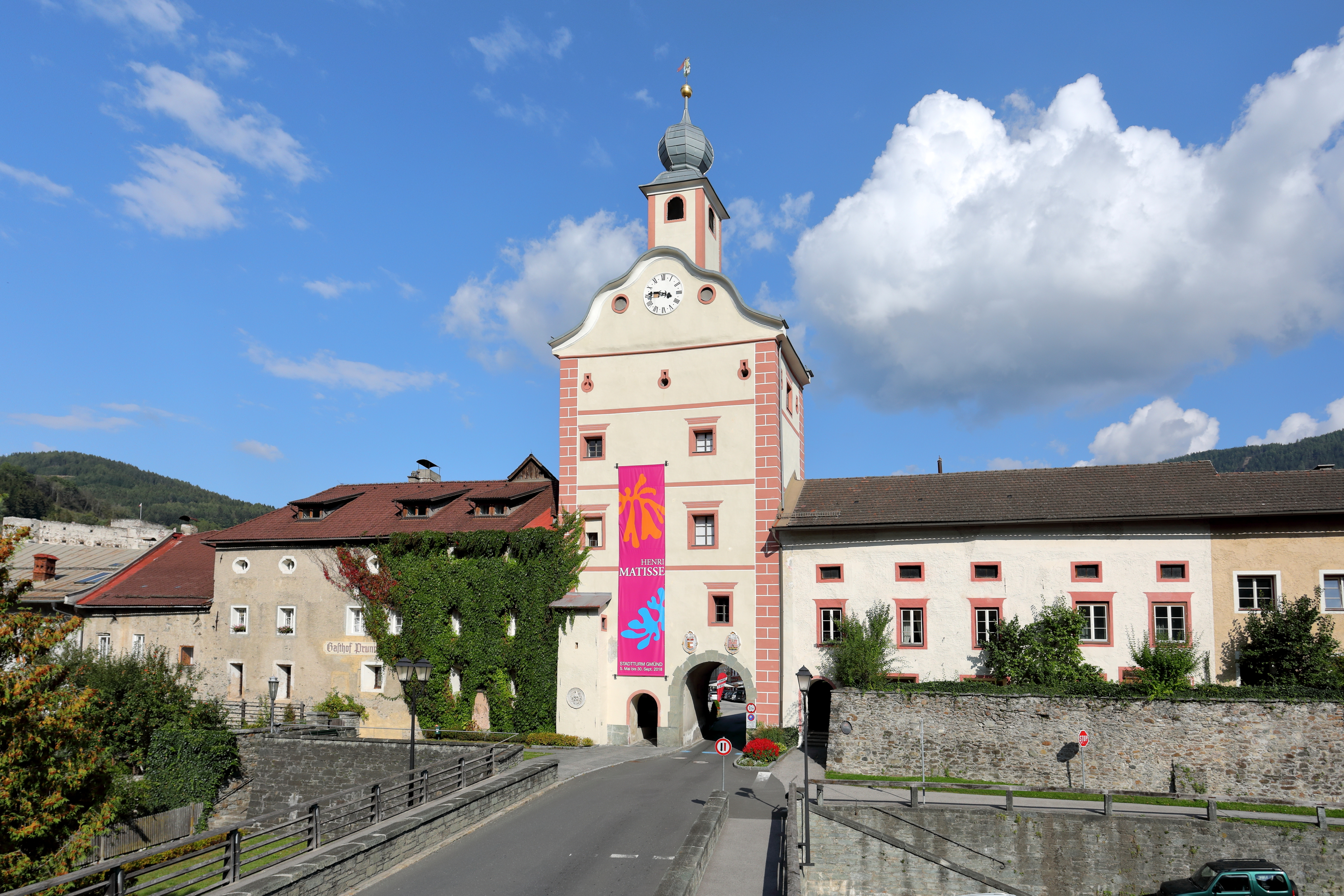
Unteres Stadttor mit Stadtmauer

- Katholische Pfarrkirche Gmünd in Kärnten Mariä Himmelfahrt
- Evangelische Dreieinigkeitskirche Gmünd in Kärnten
- Karner von Gmünd in Kärnten
- Ehemaliges Antonius-Spital in Gmünd
- Ehemalige, seit 1286 bekannte Stadtpfarrkirche HL. Pankratius; seit einem Brand 1792 als Remise genutzt
- Geteilte Kirche am Kreuzbichl
- Ehemalige Kirche St. Ulrich in Platz
- Kirche in Oberbuch
- Kirche Oberkreuschlach

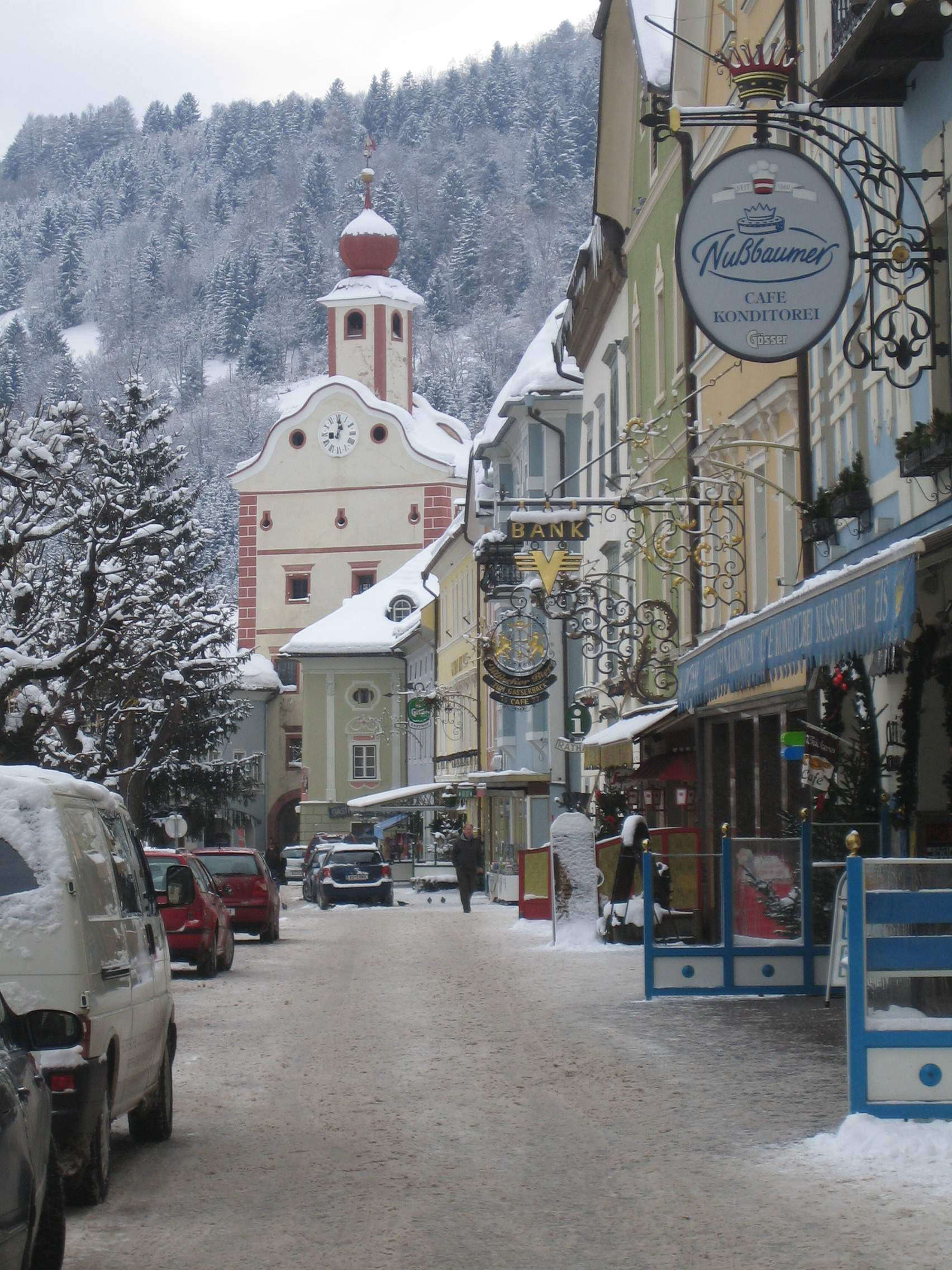
Hauptplatz
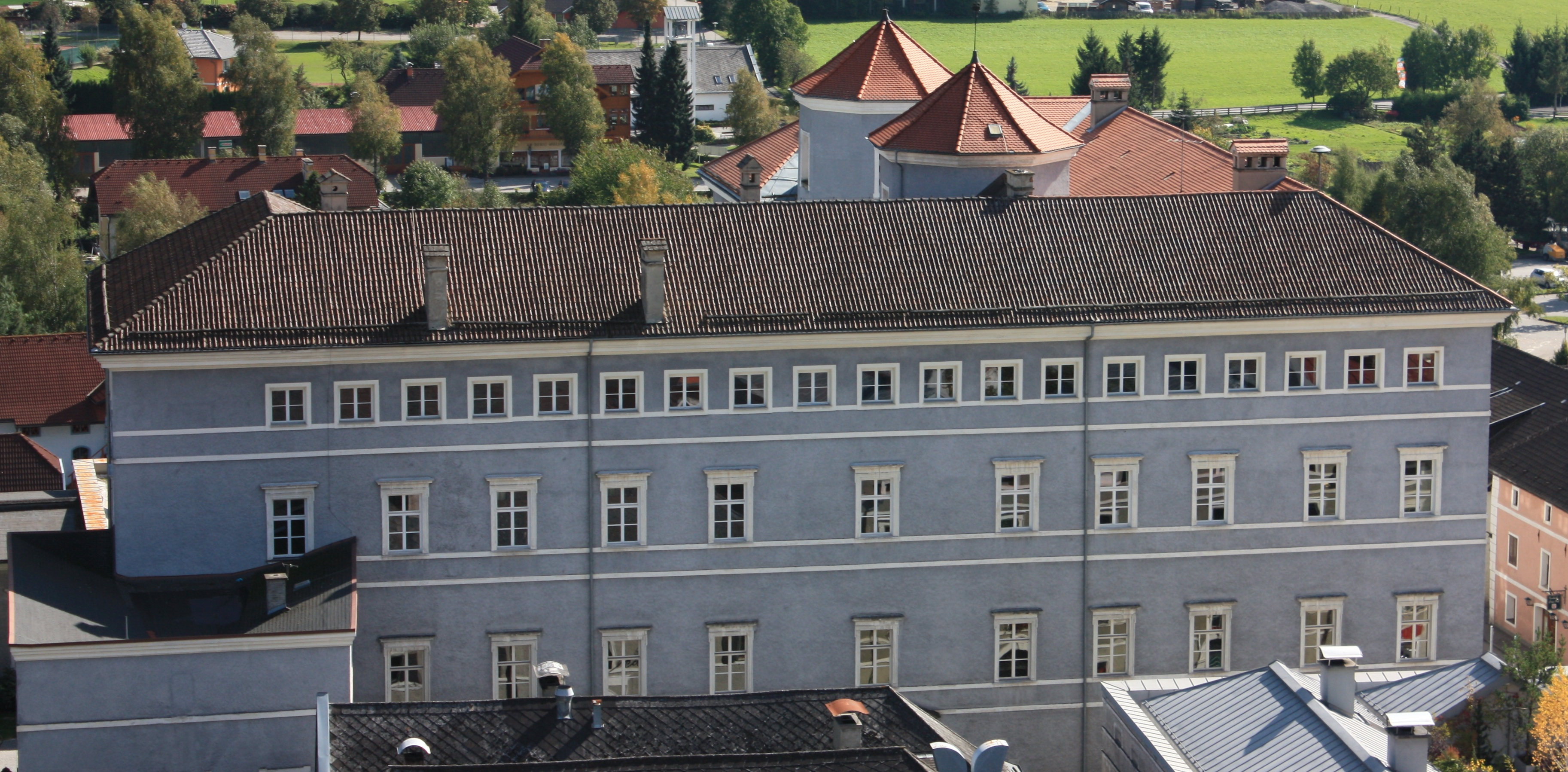
Schloss Lodron
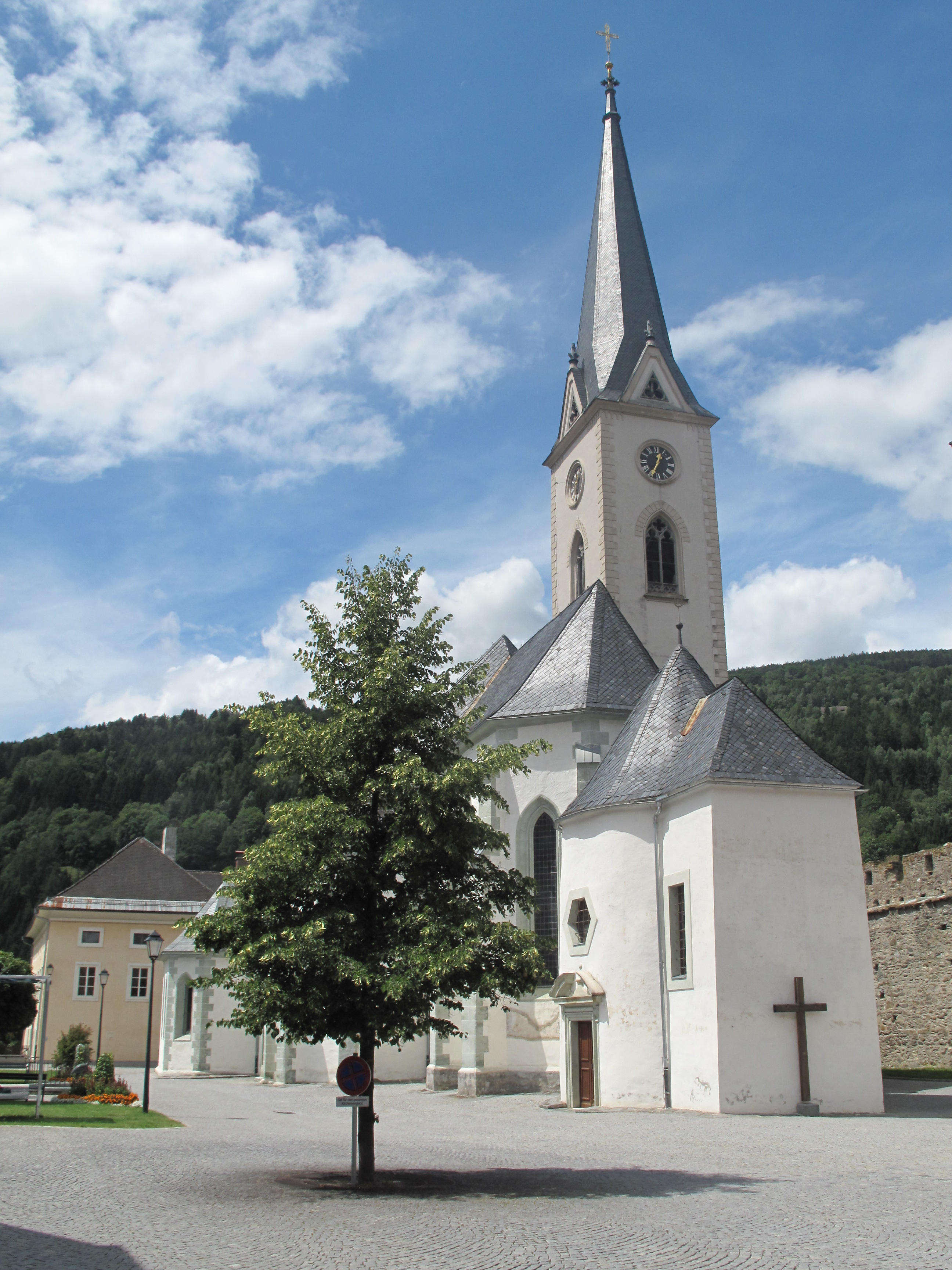
Pfarrkirche Maria Himmelfahrt
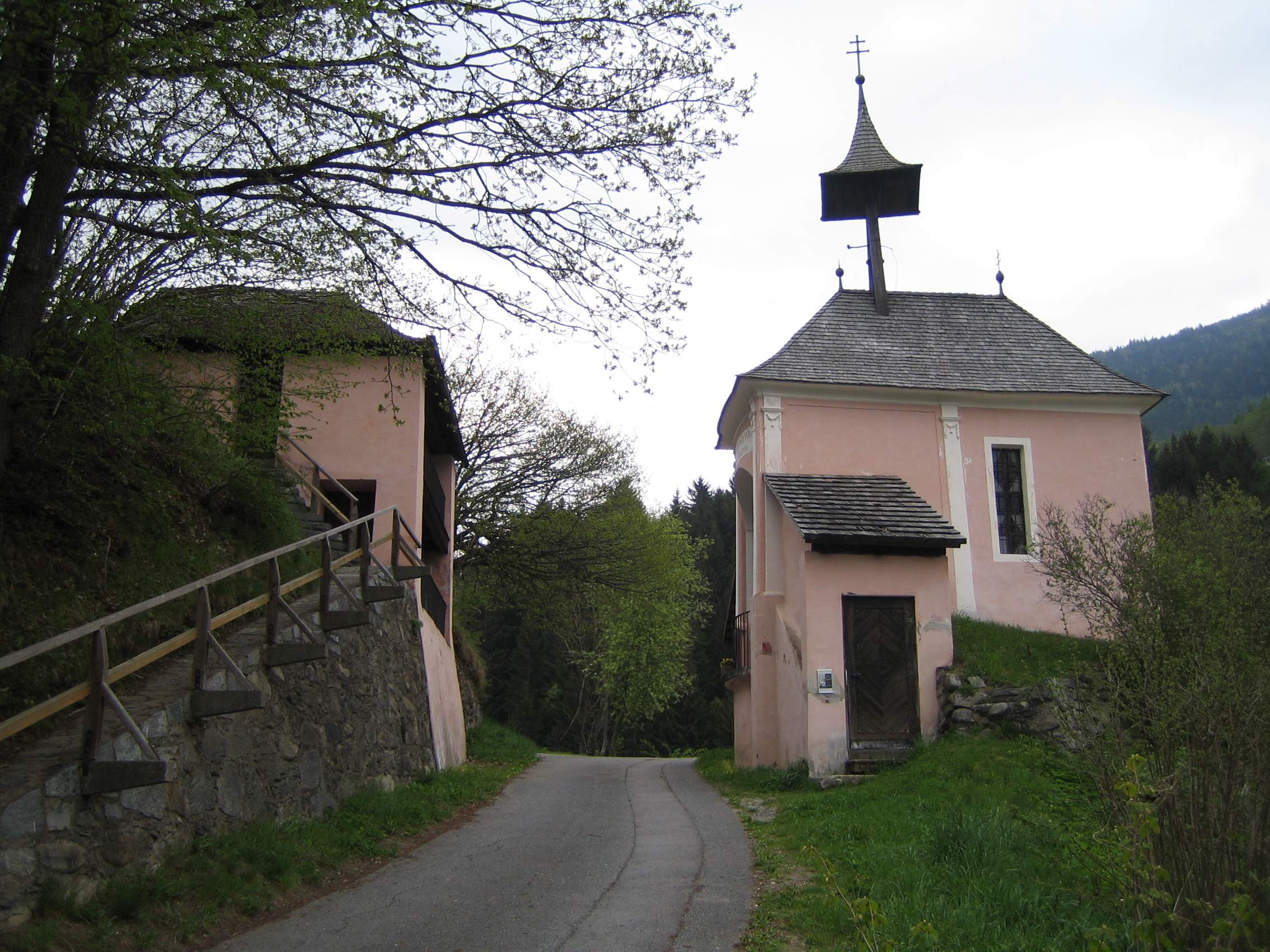
Geteilte Kirche am Kreuzbichl
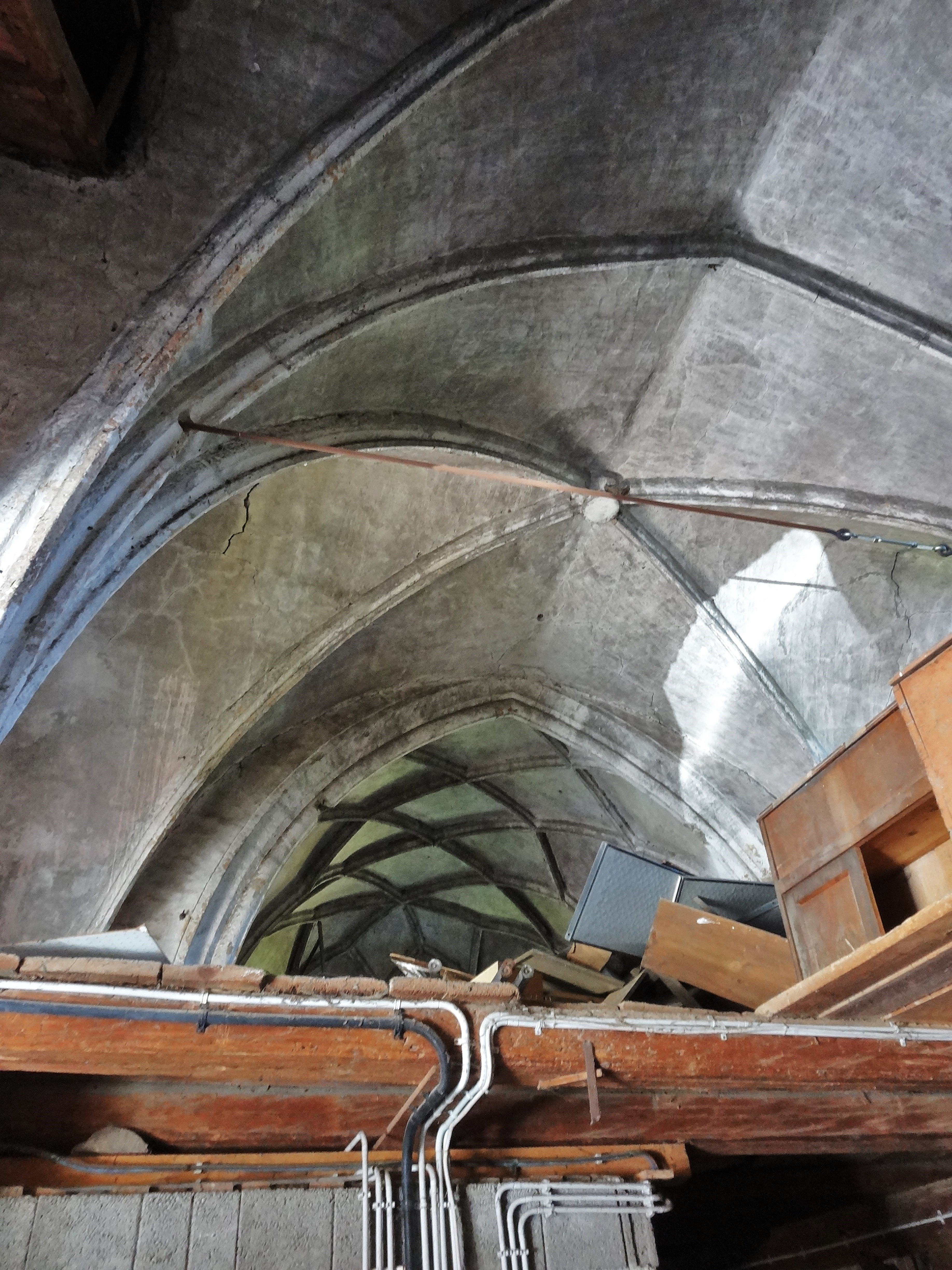
Innenansicht der Pankratiuskirche
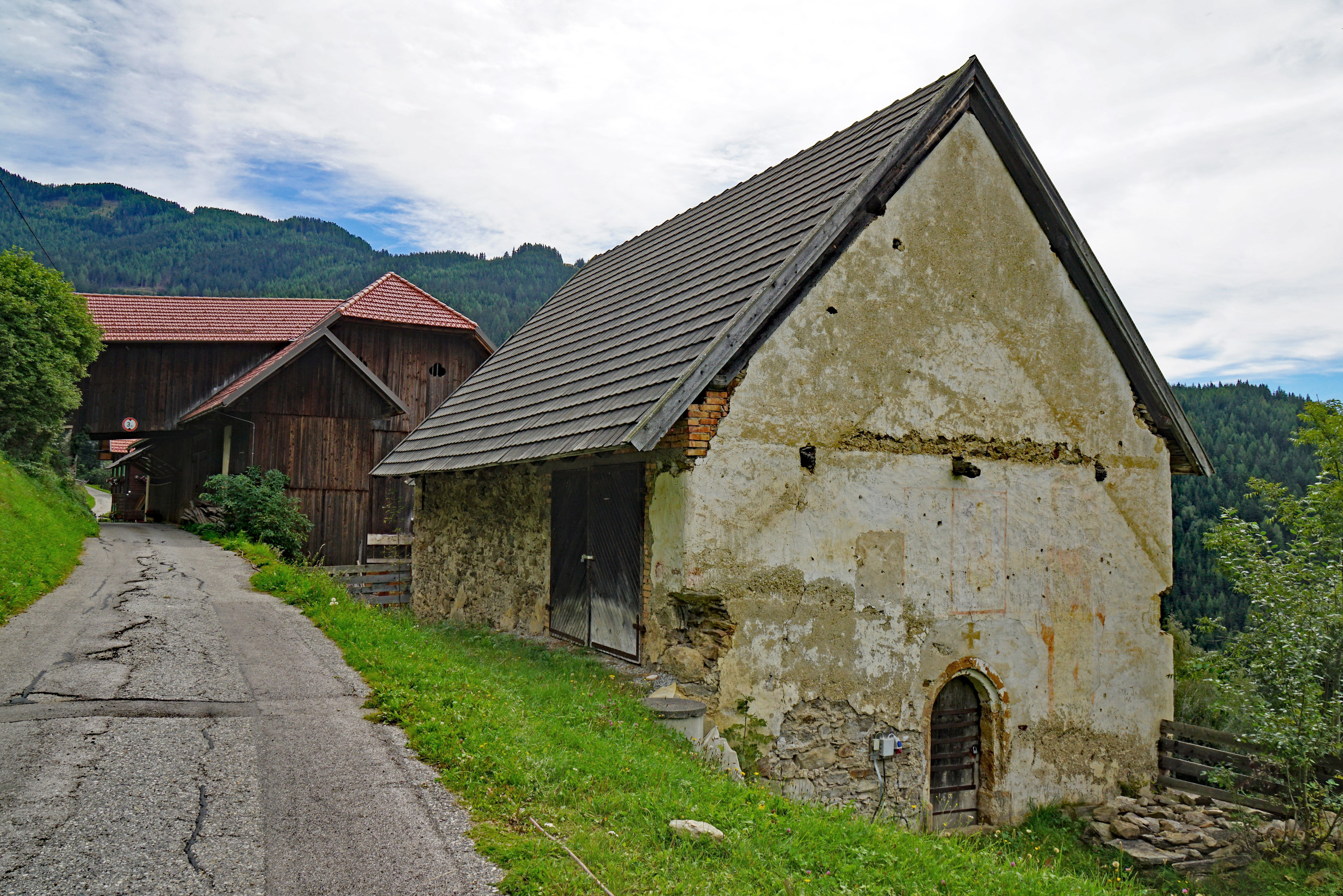
Ehemalige Kirche St. Ulrich, Portalseite

### Museen
- Pankratium („Haus des Staunens“) im Antonius-Spital
- Porsche Automuseum Gmünd

### Kulturleben
In Gmünd hat sich eine Kultur- und Künstlergruppe mit einem vielfältigen kulturellen Angebot etabliert, das von der Stadtverwaltung gefördert wird. Es sind dies:
- ein alljährlich stattfindende Kunsthandwerksmarkt,
- ein Angebot an Konzerten unterschiedlicher musikalischer Stilrichtungen,
- die Organisation von Ausstellungen zu historischer und zeitgenössischer bildender und angewandter Kunst,
- die Beherbergung anerkannter Künstler in Gastateliers mit dem Bemühen, die Pflege und den Erhalt traditioneller kultureller Werte zu erhalten.

## Wirtschaft und Infrastruktur

### Wirtschaftssektoren
Von den 84 landwirtschaftlichen Betrieben des Jahres 2010 wurden 27 im Haupterwerb geführt. Diese bewirtschafteten drei Viertel der Flächen. Die größten Arbeitgeber im Produktionssektor sind die Bereiche Bauwirtschaft und Warenherstellung mit jeweils über hundert Erwerbstätigen, gefolgt vom Bergbau. Im Dienstleistungssektor arbeiten mehr als zweihundert Personen in sozialen und öffentlichen Diensten, über hundert im Handel und rund hundert sind freiberuflich tätig oder arbeiten in Beherbergung und Gastronomie (Stand 2011).
| Wirtschaftssektor            | Anzahl Betriebe | Anzahl Betriebe | Erwerbstätige | Erwerbstätige |
| Wirtschaftssektor            | 2011            | 2001            | 2011          | 2001          |
| ---------------------------- | --------------- | --------------- | ------------- | ------------- |
| Land- und Forstwirtschaft 1) | 84              | 92              | 49            | 55            |
| Produktion                   | 40              | 38              | 298           | 354           |
| Dienstleistung               | 157             | 115             | 641           | 542           |

1) Betriebe mit Fläche in den Jahren 2010 und 1999

### Arbeitsmarkt, Pendeln
In Gmünd wohnen etwa 1100 Erwerbstätige. Davon arbeiten vierzig Prozent in der Gemeinde und sechzig Prozent pendeln aus. Von den umliegenden Gemeinden kommen 550 Menschen zur Arbeit nach Gmünd.

### Tourismus
Die Gemeinde zählt rund 45.000 Übernachtungen pro Jahr mit einer deutlichen Spitze in den Monaten Juli und August mit jeweils 10.000 Übernachtungen.

### Verkehr
Gmünd wird von der durchführenden Tauern Autobahn (A10) erschlossen und stark geprägt.
Bahnverbindungen wurden niemals realisiert. Vor 1900 wurde überlegt, die neu zu bauen Alpentransversale Salzburg–Villach–Triest durch das Liesertal zu führen. Diese wurde dann aber über die westlichere Linie Gasteinertal – Mölltall errichtet.
Weiters gab es bereits konkrete Pläne und eine behördliche Bewilligung für eine schmalspurige Bahnstrecke Spittal an der Drau–Gmünd – auch deren Bau kam nicht zustande.

## Politik

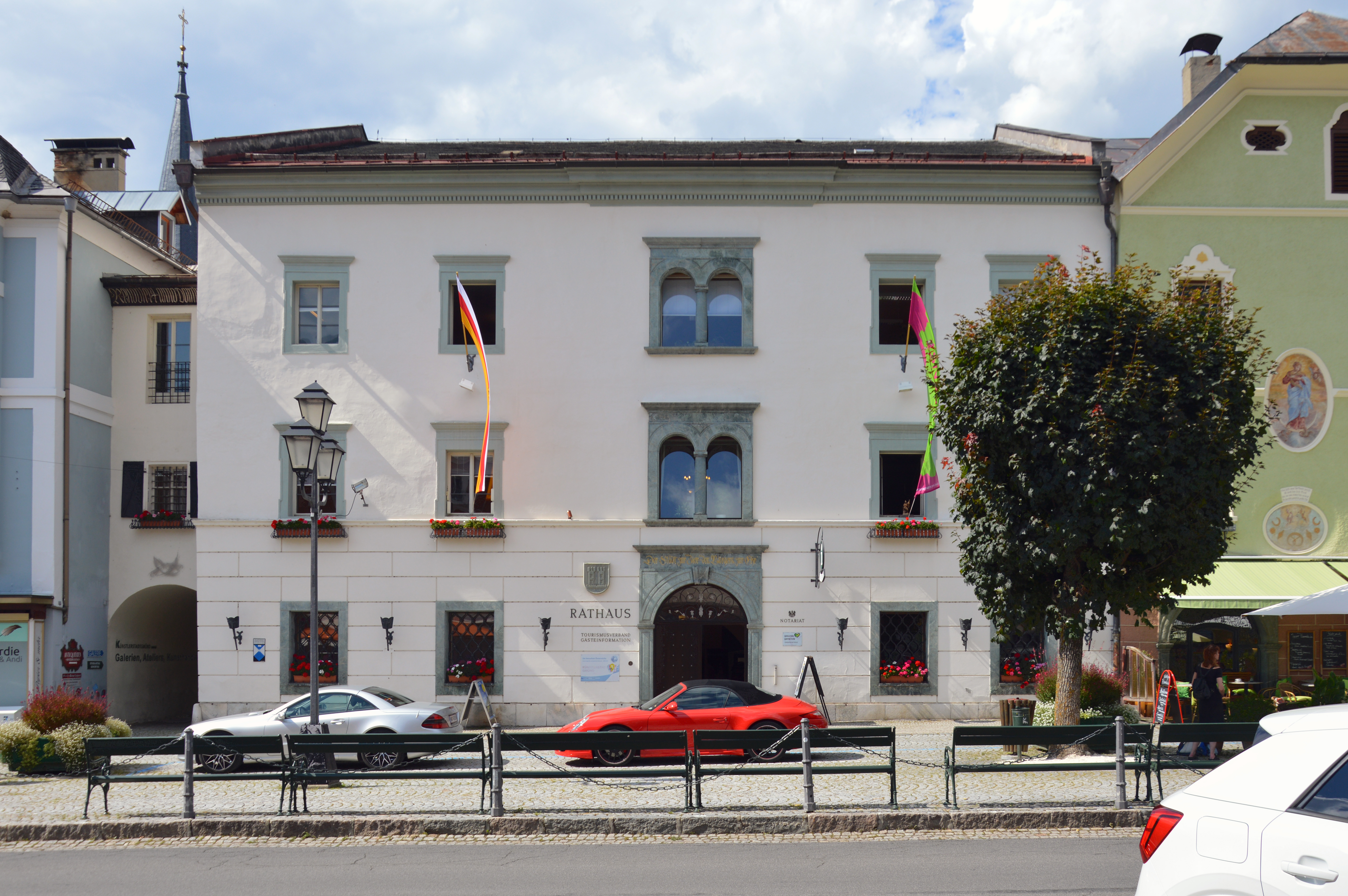
Rathaus

### Stadtrat und Bürgermeister
Der Bürgermeister der Stadtgemeinde Gmünd ist Josef Jury (LJJ).
Der Stadtrat besteht neben dem Bürgermeister aus den Vizebürgermeistern Claus Faller (LJJ) und Philipp Schober, BSc (SPÖ) und den Stadträten Peter Gratzer (SPÖ) und Hubert Rudiferia (ÖVP).

### Gemeinderat
Der Gemeinderat von Gmünd hat seit der Gemeinderatswahl 2021 19 Mitglieder mit folgender Sitzverteilung:
- 8 LJJ (Liste Josef Jury) vormals FPÖ
- 7 SPÖ
- 4 ÖVP

### Wappen
Bereits aus den letzten Jahrzehnten des 13. Jahrhunderts ist die Verwendung eines Gmünder Siegels nachgewiesen, das dem von Friesach sehr ähnlich ist. Es wurde an einer Urkunde vom 15. Juni 1334 überliefert. 1565 wurde in einer Veränderung des Siegels die Stadtmauer umgezeichnet und auf einen Dreiberg gestellt. Dieses Siegelbild wurde von der Stadt Gmünd bis zum Jahr 21. Mai 1968 geführt. Das heutige, nachfolgende Stadtwappen und eine Stadt-Fahne zeigen wieder das älteste bekannte Siegelbild: In Silber über einer roten, bezinnten Stadtmauer zwei rote mit Zinnen versehene Türme und dazwischen ein roter Giebel. Die Fahne zeigt die Farben Weiß-Rot mit dem Wappenbild.

### Städtepartnerschaften
Die Stadt ist Mitglied in der Städtepartnerschaft Gmünder in Europa, zu der Städte wie Gmünd in Niederösterreich und Schwäbisch Gmünd in Deutschland gehören. Im Jahr 1971 wurde ein Freundschaftsvertrag von Gmünd mit Osnabrück in Niedersachsen in Deutschland unterzeichnet. Die Beziehungen mit Osnabrück reichen aber noch weiter in die Vergangenheit. Bereits im Jahr 1899 wurde von der Sektion Osnabrück des Deutschen Alpenvereins im Großelendtal ungefähr 20 km nordwestlich von Gmünd auf Initiative von Frido Kordon die Osnabrücker Hütte errichtet.

## Persönlichkeiten

### Söhne und Töchter der Stadt
- Andreas Bühler (um 1457–nach 1512), Steinmetzmeister
- Franz Peitler (1808–1877), deutscher Jurist und Mitglied der Frankfurter Nationalversammlung
- Walther Fresacher (1884–1982), Lokalhistoriker
- Helmut Glaser (1910–1947), SS-Sturmbannführer, Kriegsverbrecher
- Johanna Schönborn[15] (1935–1999), Malerin und Lyrikerin
- Bertl Göttl (* 1942), Fernseh- und Rundfunkmoderator, Politiker (ÖVP), Landwirtschaftslehrer
- Barbara Stromberger (* 1948), Liedermacherin und Schriftstellerin
- Arnold Mettnitzer (* 1952), Psychotherapeut und Autor
- Arnold Jonke (* 1962), Ruderer
- Josef Jury (* 1962), österreichischer Politiker (LJJ, FPÖ, FPK, BZÖ), ehemaliger Nationalratsabgeordneter
- Günther Stranner (* 1967), Skispringer

### Personen mit Bezug zur Stadt
- Guido Burgstaller (* 1989), seit 2022 beim SK Rapid Wien (Vertrag bis 2024)[veraltet]
- Ignaz Hödl (-1869), Gründer des MGV 1834 Gmünd, dem ältesten noch bestehenden Gesangsvereins Österreichs[16]
- Eva Kary geb. Faschauner (1737–1773), letztes Opfer eines Folterprozesses in Österreich
- Frido Kordon (1869–1944), österreichischer Alpinist und Schriftsteller
- Josef Lax (1824–1895), Land- und Gastwirt, Mitglied des Abgeordnetenhauses 1867–1870, 1871–1873[17]
- Ferdinand Porsche (1875–1951), österreichischer, tschechoslowakischer und deutscher Automobilkonstrukteur
- Baldur Preiml (1939–2025), Skispringer, Trainer und Sportfunktionär
- Anton Karl von Willburg (1728–1789), österreichischer Arzt

## Sonstiges
Gmünd in Kärnten diente in der deutsch-österreichischen Filmkomödie „Immer die Radfahrer“ als Kulisse für die fiktive Stadt Burgsteinach, in der Teile des Films spielen. Weiters wurde der Spielfilm Das ewige Lied teilweise in der Altstadt gedreht.